# 저우이란
저우이란(중국어: 周翊然, 병음: Zhōu Yìrán, 한자음: 주익연, 2000년 12월 22일 ~ )은 중국의 배우이다.

## 출연작

### 드라마
- 2020년 텐센트 웹드라마 《권권사중주》 - 샤오첸야 역
- 2020년 텐센트 웹드라마 《봉귀사시가》 - 종리 역
- 2020년 후난위성텔레비전 금응독파극장 《이십불혹》 - 인솽 역
- 2021년 텐센트 웹드라마 《배탁료반장》 - 예징시 역
- 2021년 텐센트 웹드라마 《니미소시흔미 : 넌 웃을때 제일 예뻐》 - 아이자 역
- 2021년 저장 위성 텔레비전 중국람극장 《교씨네 아들 딸》 - 차오치치 역
- 2021년 아이치이 웹드라마 《니시아최첨밀적심사 : 넌 나의 가장 달콤한 고민거리》 - 임연 역
- 2022년 후난위성텔레비전 금응독파극장 《이십불혹 2》 - 인솽 역
- 2022년 텐센트 웹드라마 《재니적동야리섬요》 - 무쯔시 역
- 2023년 텐센트 웹드라마 《당아비분향니》 - 장루랑 역
- 2023년 망고 TV 웹드라마 《백일몽아》 - 선쥐안 역
- 2023년 텐센트 웹드라마 《작작풍류》 - 류천 역